# Rozebekpapegaaiamadine
De rozebekpapegaaiamadine (Erythrura kleinschmidti) is een zangvogel uit de familie Estrildidae (prachtvinken). Het is een kwetsbare, endemische vogelsoort van Viti Levu, een eiland van Fiji.

## Kenmerken
De vogel is 11 cm lang, het is een gedrongen vinkachtige met een onverwacht dikke, glimmend roze snavel. De vogel is overwegend olijfgroen, op de kruin en nek naar blauw neigend groen en met een zwart "gezicht". De vogel lijkt op de Fiji-papegaaiamadine maar die is kleiner en helderder groen en heeft een donkere snavel.

## Verspreiding en leefgebied
Deze soort is endemisch in het vochtig montaan tropisch ongerept bos in het oostelijk deel het eiland Viti Levu (Fiji)  tot op 1000 m boven zeeniveau. Er zijn ook waarnemingen in secundair bos en plantages, maar altijd met primair bos in de buurt.

## Status
De rozebekpapegaaiamadine heeft een zeer beperkt verspreidingsgebied en daardoor is de kans op uitsterven aanwezig. De grootte van de populatie werd in 2012 door BirdLife International geschat op 2,5 tot 10 duizend individuen en de populatie-aantallen nemen af door habitatverlies. De vogel is altijd een betrekkelijk zeldzame vogelsoort geweest op het eiland. Het leefgebied werd vooral in de jaren 1980 en daarna op kleinere schaal, aangetast door ontbossing waarbij natuurlijk bos wordt omgezet in gebied voor agrarisch gebruik. Om deze redenen staat deze soort als kwetsbaar op de Rode Lijst van de IUCN.